# Museo della mezzadria senese
Il Museo della mezzadria senese, in precedenza chiamato Museo etnografico senese, è un museo etnografico situato a Buonconvento in provincia di Siena.
Il museo ha sede nella Tinaia del Taja a Buonconvento (SI), acquistata negli anni Ottanta dal comune dalla famiglia senese di origini nobiliari dei Taja. e presenta le caratteristiche del fenomeno storico della mezzadria, con particolare attenzione alle modalità che questo sistema assunse nel territorio senese.

## Spazio espositivo
La sede del museo è stata ottenuta riconvertendo una tinaia appartenuta alla famiglia nobile dei Taja, che nel Settecento operò lavori di ristrutturazione e ampliamento. Ai Taja appartenevano anche un palazzo signorile nella via centrale del borgo, con cui la fattoria fu collegata nel corso della ristrutturazione, e numerosi poderi nella campagna circostante. L'edificio è parte della cinta muraria di Buonconvento e fu costruito quando le funzioni difensive e militari del borgo persero valore per la stabilizzazione politica della regione a seguito della fine della repubblica senese. Nell'Ottocento vi furono aggiunti dei locali esterni, adesso adibiti a bookshop e biglietteria del museo.
Inaugurato nel settembre 2002, il museo si propone di raccogliere le diverse testimonianze sulla mezzadria, un rapporto di conduzione della terra in cui il proprietario metteva il capitale fondiario e il colono, il suo lavoro e la sua famiglia con la divisione finale del prodotto in parti uguali.
La lunghezza della sua durata nel tempo, dal XII secolo fino alla seconda metà del XX secolo ed il coinvolgimento della maggior parte della popolazione agricola toscana, hanno reso la mezzadria, il fenomeno sociale rilevante.
Nella sequenza di rappresentazioni scenografiche che si susseguono, il singolo documento diviene parte di una costruzione complessa che talvolta allude fortemente a una situazione, talvolta invece punta a ricostruire complessivamente una parte di quel mondo.

## Esposizione
L'allestimento si articola su 2 piani: nel primo si succedono le sezioni dedicate al paesaggio, alla fattoria, alla trebbiatura, al mulino e al borgo rurale; nel secondo piano si sviluppano alcuni temi legati al podere.
Il museo inoltre propone attività didattiche alle scuole ed espone nel bookshop, esempi di artigianato moderno che si collegano con antiche abilità.

### Primo piano
Il primo piano mantiene in buona parte la struttura architettonica originale. L'allestimento accoglie strumenti caratteristici dell'attività vinicola che rimandano alla storia dell'edificio stesso e alle attività che in esso si svolgevano.

#### Introduzione
La visita si apre con un'introduzione alle principali tematiche del museo grazie ai testi recitati da figure parlanti, cioè statue raffiguranti le principali personalità dell'ambiente mezzadrile. A ogni figura è associato un pulsante che permette di ascoltare una breve spiegazione del ruolo della personalità e delle sue mansioni nella vita mezzadrile. Le figure rappresentano il proprietario, il fattore, che faceva veci e interessi del primo in tutti i suoi possedimenti, il capoccia, rappresentante della famiglia contadina nel contratto mezzadrile, e la massaia, colei che curava le faccende domestiche nel podere e a cui le altre donne della famiglia dovevano sottostare. Alle loro spalle vengono proiettate immagini storiche il cui contenuto sarà poi approfondito successivamente, legandolo al suo contesto.
Vicino alle figure sono esposte una serie di oggetti e una gigantografia. Gli oggetti presentati sono i pochi beni che tipicamente la famiglia colonica portava con sé al momento dell’insediamento nel nuovo podere. La gigantografia presenta uno dei luoghi fondamentali per la vita mezzadrile: lo scrittorio della fattoria, cioè il luogo deputato alla contabilità agricola, alla stipulazione dei contratti mezzadrili e al controllo sul loro adempimento. In una vetrinetta, oltre a una macchina da scrivere d'epoca, è esposto un contratto risalente al 1958.

#### Il paesaggio agrario
Questa sezione presenta il paesaggio agrario del Senese tramite pannelli espositivi che ne rappresentano gli elementi costitutivi: le fattorie attorniate dai poderi, di cui la campagna senese è disseminata, i borghi rurali, la cui distribuzione a intervalli più larghi ma regolari è da ricercare nei servizi specifici che fornivano al territorio, e i campi coltivati. Il contributo multimediale mostra due macro-divisioni operate sul territorio del Senese, di per sé poco omogeneo, da studiosi nell'Ottocento, la prima, e nel Novecento, la seconda, in base a zone altimetriche e omogeneità di colture coltivate. Con la fine della mezzadria quest'ultima differenziazione andrà via via affievolendosi per un passaggio progressivo alle monocolture cerealicole.

#### Il paesaggio senese dell'arte
La sezione illustra la presenza e l'influenza del paesaggio senese in varie forme di espressione artistica (pittura, letteratura, poesia). L'allestimento è formato da un grande pannello fotografico con un monitor nel quale si susseguono immagini di pitture mentre vi sono tre cabine dedicate per l'ascolto di brani di poesie, romanzi e resoconti di viandanti inerenti al tema, il tutto suddiviso in epoche storiche, dal XIII secolo all'età contemporanea.

#### La fattoria
La sezione è suddivisa in quattro sottosezioni in cui vengono presentate le figure di maggior rilievo nella vita quotidiana nella fattoria. La prima ha come tema la figura del proprietario, che spesso usava delegare le mansioni di controllo dei terreni e della contabilità rispettivamente al "guardia" e al fattore.
La seconda è incentrata sul fattore, che oltre al ruolo di amministrazione e direzione tecnica svolgeva i lavori di contabilità e curava i rapporti con i mezzadri sorvegliando le loro attività e quelle degli altri lavoratori della fattoria.
La terza tratta la figura del guardiacaccia, le cui mansioni principali erano la sorveglianza dei confini della proprietà e del bestiame. A queste si aggiungevano la manutenzione delle strade e la tenuta dei boschi, con il controllo sia delle piante, che non dovevano essere tagliate se non su ordine del padrone, sia degli animali.
L'ultima sottosezione approfondisce il ruolo del capoccia: egli era il capofamiglia e come tale, essendo parte in causa nel contratto, sottostava a controlli continui al podere da parte delle due figure precedenti. La sua presenza alla fattoria era quasi esclusivamente limitata al momento del conto dei proventi o dei debiti per il libro contabile e per questo è da considerarsi come un elemento indipendente e a volte pure ostile verso la fattoria e i suoi abitanti.

#### La trebbiatura
Lo spazio dedicato alla trebbiatura presenta una disposizione circolare intorno allo strumento che rivoluzionò questa fase della vita contadina, la trebbiatrice. Il modello, funzionante fino a metà anni ottanta, è circondato dalla figura dell'operaio addetto al suo funzionamento, da gigantografie raffiguranti il momento della trebbiatura, da vari oggetti correlati a questa operazione e da un documentario che mostra tutta la procedura. Un allegato audio descrive il funzionamento della macchina e le dinamiche sociali che si creavano attorno al lavoro di mietitura.

#### Il mulino
L'allestimento continua seguendo il percorso di lavorazione del grano: la sezione successiva è dedicata al mulino, che era un luogo cruciale per la vita contadina. Lo spazio, come il precedente, ha come fulcro un dettaglio del mulino, la tramoggia con le due macine, attorniata da un grosso cassone di legno, il buratto, e da diverse gigantografie con la spiegazione tecnica dei meccanismi di funzionamento.

#### Il borgo rurale
Il tema viene introdotto da un pannello che descrive Buonconvento seguito da una gigantografia del paese dall'esterno. Questa sezione è dedicata ad allestimenti temporanei che hanno per soggetto i borghi del Senese. I principali temi trattati sono:
- L'artigianato, i cui principali attori (fabbri, mugnai e carradori) erano figure di riferimento per la vita del mezzadro.
- Le fiere e i mercati, importanti occasioni di scambio e commercio, a cui va aggiunta anche una forte funzione di socializzazione, all'interno di un mondo isolato come quello dei poderi. Una gigantografia di una vacca di razza Chianina introduce all'argomento delle fiere dedicate alla compravendita del bestiame, che giocavano un ruolo di rilievo nella vita mezzadrile come per esempio per la pratica del "rigiro", basata su un ricircolo dei bovini in base alla stagione,[9] o per la pratica di allevare bovini, ovini e suini delegandone la gestione ai vecchi e ai giovanissimi.[10]
- La religiosità popolare, incentrata sul culto della Madonna a cui ci si rivolgeva in forma spontanea. Nella sezione sono presenti 3 ex voto provenienti dal Santuario del Romituzzo.[11]
- Le feste, con la gigantografia di una festa accompagnata da elementi simbolici come uno strumento musicale e delle scarpe. In un vano è disposta una serie di vecchie calzature, presentate come sottosezione in quanto oggetto di grande rilevanza nella società contadina. La loro rilevanza nasce dal fatto che le scarpe venivano prodotte all'esterno del ciclo di auto-produzione contadino e per questo erano usate con grande parsimonia e solo in occasioni speciali come la messa domenicale e le feste.[12]

#### Il forno della fattoria
In cima alle scale che conducono al secondo piano, in una posizione nodale di incrocio fra più itinerari, che portano allo spazio espositivo dedicato al podere e ai laboratori didattici, si trova una sezione dedicata alla panificazione casalinga, un'attività fondamentale nell'economia del podere.

### Secondo piano
L'allestimento di questo piano riprende la forma circolare di alcune delle sezioni precedenti con al centro gli elementi di maggiore impatto contornati da pannelli informativi. Il focus di questo piano è il quotidiano della famiglia contadina: si passa da un approfondimento dalla composizione della stessa a uno sulla casa colonica, con stanze riprodotte fedelmente, all’organizzazione del sistema strutturale del podere.

#### La famiglia contadina
In un pannello illustrativo è presentato un quadro della famiglia, spesso composta da più gruppi nucleari, e vengono spiegate le ripartizioni tipiche delle mansioni fra i vari membri della famiglia in base a sesso ed età.

#### La casa colonica
In quest'area si trova la ricostruzione di una parte della sezione abitativa della casa colonica (ossia il secondo piano) che oltre a questa comprendeva il ricovero degli animali e gli annessi agricoli. Gli ambienti della cucina, della camera da letto e il granaio presentano oggetti di uso quotidiano.

#### La vita mezzadrile
Quest'area inizia con un pannello illustrativo che, accompagnato da foto storiche, illustra le fasi della vita dei mezzadri, dalla nascita alla morte passando per fidanzamenti, nozze e nuove nascite. Descrive poi alcuni elementi topici della vita mezzadrile.
- Le veglie, momento di aggregazione e socialità nelle comunità contadine: a volte assumevano carattere speciale per la presenza di musicisti (da cui il dettaglio della fisarmonica presente nella sezione).
- Religiosità e feste come forma di socialità, passando dalle feste per le varie fasi del raccolto alle superstizioni e credenze tipiche delle aree rurali toscane, in cui la Chiesa cattolica aveva una grande influenza.
- L'alimentazione, con un pannello accompagnato da una vetrinetta con alcuni prodotti tipici e focalizzato sull'alimentazione contadina. Caratterizzata in base alle stagioni, ma per lo più semplice e pressoché vegetariana, la dieta contadina era inframezzata nella sua monotonia dalle festività e dalle domeniche, fra i pochi momenti in cui si mangiava carne.[14]

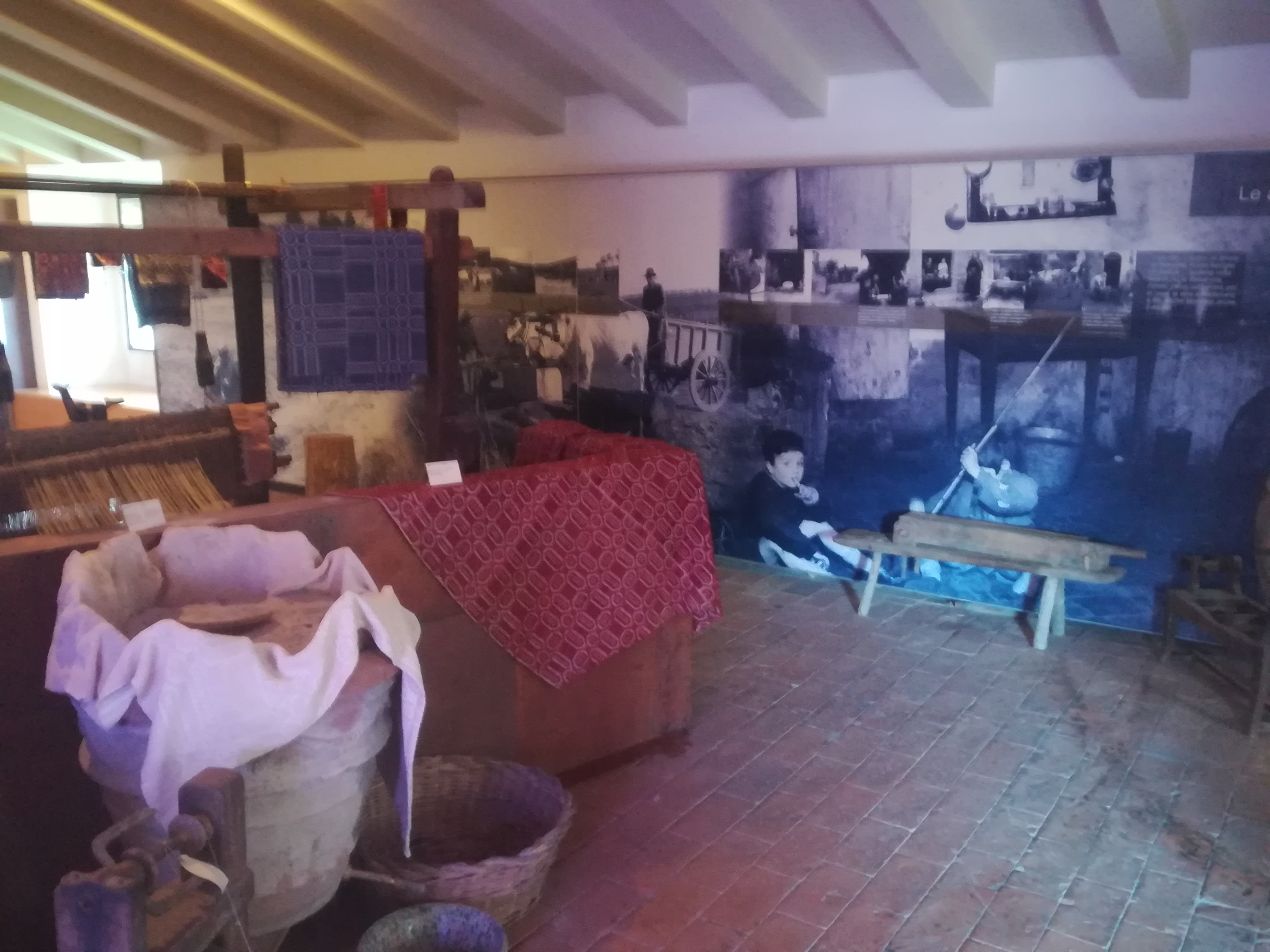
Particolare della sezione sul lavoro femminile

#### Il lavoro femminile
L'allestimento di questa sezione utilizza gli strumenti tipici del lavoro femminile contadino, come il telaio o la conca per il bucato, per introdurre un'area poco considerata della vita rurale. Oltre a questo si trovano dettagli sulle mansioni della massaia e sui materiali per la tessitura tipici della Toscana.

#### Il podere a mezzadria
L'area illustra la struttura del podere, approfondendo le funzioni e le strutture degli annessi e delle coltivazioni. Pur avendo alcune caratteristiche fisse dettate dalla autosufficienza che questa struttura doveva possedere, i poderi si differenziavano per la grandezza e il tipo di terreno e di conseguenza per le colture. I pannelli si concentrano dunque sull'analisi diacronica delle colture, varie come i tipi di terreno della provincia senese, dell'aia, luogo di snodo fra i campi e la casa colonica in cui si svolgevano sia attività lavorative che momenti di socialità, e della stalla, sezione della casa colonica.

#### I lavori stagionali
Un cilindro girevole introduce alla ciclicità del lavoro contadino, presentando in quattro scompartimenti le caratteristiche di quest'ultimo in ogni stagione. Ogni scomparto ha una successiva divisione in due: la parte inferiore presenta le principali attività contadine in ciascuna stagione tramite immagini e i principali strumenti della lavorazione; la parte superiore riporta descrizioni dettagliate dei lavori stagionali e diagrammi circa gli orari di alba e tramonto in modo da evidenziare il tempo lavorativo del contadino per ogni mese.

#### Le lotte contadine
La sezione è dedicata ai moti di protesta contadina, nati nei primi del Novecento come agitazione classista dei mezzadri sulla scia dei moti delle classi operaie allo scopo di portare rivendicazioni collettive al padronato: grazie a filmati d'epoca è possibile seguire la loro evoluzione attraverso il fascismo e nel dopoguerra.

#### L'esodo
La conclusione dell'allestimento è affidata a un pannello grafico in cui si racconta la crisi del sistema della mezzadria come processo naturale dovuto alle lotte contadine ma pure alla trasformazione progressiva della società italiana stessa e al conseguente abbandono delle campagne per la città. Nel 1982 viene promulgata la legge che obbliga a trasformare i contratti mezzadrili in contratti d'affitto e pone la parola fine al sistema della mezzadria.